# 石川県道50号穴水剱地線
石川県道50号穴水剱地線（いしかわけんどう50ごう あなみずつるぎじせん）とは、石川県鳳珠郡穴水町と同県輪島市を結ぶ県道（主要地方道）である。

## 概要
内浦側の穴水町中心部から外浦側の輪島市門前町剱地へと、能登半島を東西で山間部を横切る路線。一部区間で両側2車線（片側1車線）の幅員があるものの、ほぼ全区間にわたって、幅員狭小である。
なお、穴水町宇留地地内および河内地内から、のと里山海道（能越自動車道と重複）越の原ICに繋がる町道がある。このうち、宇留地地内から繋がる町道は、越の原ICから当県道を経て穴水町中心部へ至るルートとしては最短である。

### 路線データ
- 起点：石川県鳳珠郡穴水町字大町ニ78番2地先（石川県道1号七尾輪島線交点）
- 終点：石川県輪島市門前町剱地レ53番1地先（国道249号交点）

## 歴史
- 1960年（昭和35年）10月15日：「石川県道剱地穴水線」として路線認定。
- 1982年（昭和57年）7月9日：「道路法第56条の規定に基づく主要な県道の指定（昭和57年建設省告示第935号）」に伴い、「石川県道剱地穴水線」から現在の路線名に名称変更。
- 1993年（平成5年）5月11日 - 建設省から、県道穴水剱地線が穴水剱地線として主要地方道に指定される[1]。

## 路線状況

### 重複区間
- 石川県道51号輪島富来線（鳳珠郡穴水町桂谷 - 鳳珠郡穴水町越渡）

## 地理

### 通過する自治体
- 鳳珠郡穴水町
- 輪島市

### 交差する道路
- 石川県道1号七尾輪島線（鳳珠郡穴水町川島、起点）
- 石川県道262号大町穴水停車場線（鳳珠郡穴水町大町）
- 石川県道192号河内藤瀬線（鳳珠郡穴水町河内）
- 石川県道51号輪島富来線（鳳珠郡穴水町桂谷）
- 石川県道51号輪島富来線（鳳珠郡穴水町越渡）
- 石川県道222号池田江崎線（輪島市門前町江崎）
- 羽咋郡市門前基幹林道（能登外浦広域農道）（輪島市門前町飯川谷）※未整備
- 石川県道260号久川馬場線（輪島市門前町馬場）
- 国道249号（輪島市門前町剱地、終点）

### 沿線にある施設など
- のと鉄道七尾線 穴水駅
- おおぞら農業協同組合 本店
- 穴水町立穴水小学校
- 穴水町立穴水中学校
- 来迎寺
- 穴水公民館宇留地分館
- 穴水公民館上中分館（旧穴水町立上中小学校）
- 旧門前町立仁岸小学校
- 剱地交流センター（日本航空学園雄飛剱地合宿所、旧門前町立剱地中学校）
- 琴ヶ浜
- 輪島警察署 剱地駐在所
- 国民宿舎 能登つるぎぢ荘